# Acmopyle sahniana
Acmopyle sahniana ist ein Nadelbaum aus der Gattung Acmopyle in der Familie der Steineibengewächse (Podocarpaceae). Das natürliche Verbreitungsgebiet liegt auf Viti Levu, der Hauptinsel der Republik Fidschi. Dort wächst sie in einem sehr kleinen Gebiet in Regenwäldern auf Berghängen und nahe den Gipfeln. Sie wird in der Roten Liste der IUCN als vom Aussterben bedroht geführt. Es sind nur weniger als 100 ausgewachsene Bäume bekannt.

## Merkmale
Acmopyle sahniana wächst als kleiner, bis zu 12 Meter hoher, immergrüner und möglicherweise auch einhäusig getrennt geschlechtlicher Baum. Der Stamm ist meist monopodial und erreicht Durchmesser von bis zu 20 Zentimetern (Brusthöhendurchmesser). Die Stammborke ist braun, unter Witterungseinfluss grau, meist glatt oder manchmal warzig. Die innere Rinde ist rot und mehr oder weniger faserig. Es werden nur wenige Äste gebildet die ausgebreitet stehen, und an den Enden benadelt sind. Die Krone ist etwa halb so breit wie die Höhe des Baums.

### Zweige und Nadeln
Die äußersten benadelten Zweige sind 2 bis 6 und manchmal bis 12 Zentimeter lang, stehen wechselständig, und werfen nach einigen Jahren die Nadeln ab. Sie tragen an der Basis kleine Schuppenblätter und daran anschließend die kammartig stehenden Nadeln. Die Nadeln junger und ausgewachsener Bäume sind ähnlich. Sie sind wechselständig angeordnet und stehen in einem Winkel von 60 bis 90 Grad vom Zweig ab. Sie sind gerade, häufiger sichelförmig nach vorne gebogen oder an kräftigen Zweigen auch S-förmig gebogen. In der Mitte des Zweigs sind sie 10 bis 25 Millimeter lang, ab 0,6 meist 2 bis 4 und selten bis 4,8 Millimeter breit und an der Basis und am äußeren Ende des Zweigs am kürzesten. Die Nadelbasis ist herablaufend und verdreht, die Nadelränder sind nach unten gebogen und bewimpert und das Nadelende ist spitz. Die Mittelrippe ist an der Oberseite schmal und nur schwach ausgebildet, sie steht an der Unterseite deutlich hervor. Die Nadeloberseite ist glänzend dunkelgrün und zeigt zwei weißliche Bänder, die durch die Mittelrippe getrennt sind. Die Unterseite hat grüne Blattränder. Beide Seiten bilden zahlreiche unterbrochene Spaltöffnungslinien, die auf der Unterseite auch auf der Mittelrippe zu finden sind. Auf der Oberseite findet man einzelne Spaltöffnungen nahe der Basis und der Spitze der Nadeln.

### Zapfen und Samen
Die Pollenzapfen wachsen einzeln oder in Paaren sitzend oder auf sehr kurzen Stielen nahe oder an den Enden der Zweige. Sie sind anfangs rundlich, verlängern sich später und sind bei Reife 5 bis 8 Millimeter lang und haben einen Durchmesser von etwa 1,5 Millimetern. Die Mikrosporophylle sind dachziegelartig angeordnet, gekielt und spitz. Sie tragen an der Basis zwei kleine Pollensäcke.
Die Samenzapfen wachsen einzeln auf bis zu 6 Millimeter langen, gebogenen, mit Schuppenblättern bewachsenen Stielen nahe oder an den Enden seitlicher, belaubter Zweige. Manchmal wachsen sie in den Achseln von Laubblättern oder auch Schuppenblättern. Die Zapfen bestehen aus zwei oder drei unfruchtbaren und einem oder selten zwei fruchtbaren, zusammengewachsenen Deckschuppen, die ein fleischiges, angeschwollenes, unregelmäßig geformtes, warziges, grünes oder purpurnes, 7 bis 9 Millimeter langes und 7 bis 8 Millimeter durchmessendes Podocarpium bilden. Die Samen wachsen einzeln am äußeren Ende des Podocarpiums. Sie sind rundlich und werden vom Epimatium umgeben. Das Epimatium ist gestreift, grauviolett und weißlich bereift und bei Reife 7 bis 9 Millimeter lang und 5 bis 6 Millimeter breit.

## Verbreitung und Ökologie
Das natürliche Verbreitungsgebiet von Acmopyle sahniana liegt im Inneren von Viti Levu, der Hauptinsel der Republik Fidschi am Mt. Tomanivi und in Namosi. Ein weiteres Vorkommen im Westen der Insel gilt inzwischen als erloschen. Die Art wächst als kleiner Baum in niedrigen Regenwäldern auf Berghängen und Gipfeln in einer Höhe von 600 bis 1050 Metern. Das Verbreitungsgebiet wird der Winterhärtezone 10 zugerechnet mit mittleren jährlichen Minimaltemperaturen zwischen −1,1 und +4,4 Grad Celsius (30 bis 40 Grad Fahrenheit).

## Gefährdung und Schutz
Acmopyle sahniana wurde im Jahr 2010 von der IUCN in der Roten Liste als vom Aussterben bedroht („Critically Endangered“) eingestuft. Es gibt weniger als 100 ausgewachsener Bäume, die in mehreren Vorkommen aufgeteilt sind. Eines der Vorkommen, das am Mt. Koroyanitu im Westen der Insel, ist inzwischen verschwunden, damit hat das Verbreitungsgebiet weniger als 100 Quadratkilometer. Die tatsächlich bewachsene Fläche („area of occupancy“) liegt bei mehr als 10 Quadratkilometer. Die Vorkommen sind stark fragmentiert und die Bestände gehen weiterhin zurück. Durch die geringe Größe der verbleibenden Vorkommen sind die Bestände stark durch natürliche Ursachen aber auch durch den Menschen gefährdet. Die Vorkommen im Korobasabasaga-Gebiet sind zusätzlich durch Bergbau bedroht.

## Systematik und Etymologie
Acmopyle sahniana ist eine Art aus der Gattung Acmopyle, die zur Familie der Steineibengewächse (Podocarpaceae) gezählt wird. Sie wurde 1947 von John Theodore Buchholz und Netta Elizabeth Gray im Journal of the Arnold Arboretum erstbeschrieben. Ein Synonym der Art ist Parasitaxus vodonaivalui Silba.
Der Gattungsname Acmopyle stammt aus dem Griechischen, akme bezeichnet den höchsten Punkt und pyle steht für „Öffnung“. Es verweist damit auf die aufgerichtete Stellung der reifen Samen. Das Artepitheton sahniana ehrt den indischen Botaniker Birbal Sahni (1891–1941), der die Morphologie der Gattung Acmopyle untersuchte und erkannte, das mehrere Exemplare auf Fidschi ebenfalls dieser Gattung zugerechnet werden können.

## Verwendung
Es ist keine Verwendung der Art bekannt.